# Generatie Einstein
Generatie Einstein is een boek dat een nieuwe naam invoert voor de generatie die geboren is na 1985 en opgegroeid is in de digitale informatiemaatschappij. Deze generatie wordt door sommigen ook wel Generatie Y en door anderen Generatie Z genoemd.
In tegenstelling tot de generatie voor hen, de zogenaamde Generatie X, zou de Generatie Einstein niet individualistisch maar collectivistisch zijn ingesteld. De generatie van na 1985 groeide op in de informatiemaatschappij en zou informatie verwerken op een manier die eerder zou lijken op het creatief en verondersteld multidisciplinair denken van Albert Einstein dan op het rationeel, logisch en lineair genoemde denken van Isaac Newton, beweren de schrijvers van het boek, Jeroen Boschma en Inez Groen. Waar een gemiddelde volwassene vaak spreekt van ’verwend’, ’materialistisch’ en ’oppervlakkig’ als het over de huidige jongeren gaat, schetsen Boschma en Groen een uitermate sterk en optimistisch beeld van de jongere van nu: slimmer, sneller en socialer.
Het boek werd jarenlang in het onderwijs gebruikt.